# Bálint Korpási
Bálint Korpási (30 marca 1987) – węgierski zapaśnik walczący w stylu klasycznym. Olimpijczyk z Tokio 2020, gdzie zajął dwunaste miejsce w kategorii 67 kg. Złoty medalista mistrzostw świata w 2016, srebrny w 2018 i brązowy w 2017 i 2019. Mistrz Europy w 2017, a trzeci w 2016 i 2018. Wicemistrz igrzysk europejskich w 2015.
Wygrał indywidualny Puchar Świata w 2020. Czwarty w Pucharze Świata w 2010 i 2014; piąty w 2008, 2012 i 2015; szósty w 2009 i dziesiąty w 2013. Akademicki wicemistrz świata w 2010. Wicemistrz Europy juniorów w 2006.
Sześciokrotny mistrz Węgier w 2008, 2010, 2011, 2014, 2016, 2017 i 2018 roku.